# Karnov's Revenge
Karnov's Revenge est un jeu vidéo de combat développé par Data East et édité par SNK en 1994 sur Neo-Geo MVS, Neo-Geo AES et Neo-Geo CD (NGM 066) et sur Saturn en 1997,,.
Ce jeu est la suite de Fighter's History, un jeu de combat développé l'année précédente. D'ailleurs Karnov's Revenge ressemble plutôt à une extension de celui-ci, avec quelques nouveaux personnages et des sprites légèrement redessinés.
C'est le troisième jeu de Data East qui utilise le système d'arcade Neo Geo.

## Réédition
- Console virtuelle (Japon, Amérique du Nord, Europe)

## Série
1. Fighter's History (1993, Arcade, Super Nintendo)
2. Karnov's Revenge
3. Fighter's History: Mizoguchi Kiki Ippatsu !! (1995, Super Famicom)